# Julio Hernández
Julio Hernández, född 20 augusti 1957, är en friidrottare från Colombia. Han deltog vid olympiska sommarspelen 1996.